# Кесовце
Кесовце (словац. Kesovce, угор. Sajókeszi) — село, громада в окрузі Рімавска Собота, Банськобистрицький край, Словаччина. Кадастрова площа громади — 7,66 км². Населення — 244 особи (за оцінкою на 31 грудня 2017 р.).
Перша згадка 1232 року.

## Географія
Протікає Конський потік.

## Населення
| Рік:            | 1994. | 2004.    | 2014.    | 2024.    |
| --------------- | ----- | -------- | -------- | -------- |
| Кількість осіб: | 123   | 136      | 254      | 299      |
| Різниця:        |       | +10,56 % | +86,76 % | +17,71 % |

| Рік:            | 2023. | 2024.   |
| --------------- | ----- | ------- |
| Кількість осіб: | 285   | 299     |
| Різниця:        |       | +4,91 % |